# Saint-Étienne-en-Dévoluy
Saint-Étienne-en-Dévoluy era una comuna francesa situada en el departamento de Altos Alpes, de la región de Provenza-Alpes-Costa Azul, que el 1 de enero de 2013 pasó a ser una comuna delegada de la comuna nueva de Le Dévoluy al fusionarse con las comunas de Agnières-en-Dévoluy, La Cluse y Saint-Disdier.

## Historia
El 17 de abril de 2014, la comuna delegada de Saint-Étienne-en-Dévoluy fue suprimida por decisión de la junta de gobierno del ayuntamiento de la comuna nueva de Le Dévoluy.

## Demografía
| Gráfica de evolución demográfica de Saint-Étienne-en-Dévoluy entre 1800 y 2014 |
|                                                                                |

Los datos demográficos contemplados en este gráfico de la comuna de Saint-Étienne-en-Dévoluy se han cogido de 1800 a 1999 de la página francesa EHESS/Cassini, y los demás datos de la página del INSEE.